# Датско-черногорские отношения
Датско-черногорские отношения — двусторонние дипломатические отношения между Данией и Черногорией. Государства являются членами Совета Европы и НАТО, а также сражались на одной стороне во Второй мировой войне. 

## История
Дания оказывает помощь Черногории в рамках программы добрососедства, которая направлена на развитие сельскохозяйственного производства. Между государствами подписано соглашение о защите инвестиций. Дания поддерживает вступление Черногории в Европейский союз. Министр иностранных дел Дании подчеркнул, что его страна поддерживает интеграцию западно-балканских стран, так как это приведёт к более безопасной и более объединённой Европе, а также то, что Дания продолжит отстаивать принцип индивидуальной оценки стран, которые стремятся стать членами Европейского союза.

## Дипломатические отношения
Интересы Дании представлены в Черногории через посольство в Белграде (Сербия) и имеется почётное консульство в Подгорице. Интересы Черногории представлены в Дании через посольство в Белграде. Дания признала Черногорию 15 июня 2006 года и в тот же день были установлены дипломатические отношения.